# Trachelipus ratzeburgii
Trachelipus ratzeburgii là một loài chân đều trong họ Trachelipodidae. Loài này được Brandt miêu tả khoa học năm 1833.